# Leptostylus perniciosus
Leptostylus perniciosus là một loài bọ cánh cứng trong họ Cerambycidae.